# André Renaudin
 (octobre 2021).
Si vous disposez d'ouvrages ou d'articles de référence ou si vous connaissez des sites web de qualité traitant du thème abordé ici, merci de compléter l'article en donnant les références utiles à sa vérifiabilité et en les liant à la section « Notes et références ».
Cet article concerne l'écrivain et journaliste français. Pour le dirigeant français du secteur de l’assurance, voir André Renaudin (dirigeant d'entreprises).
Pour les articles homonymes, voir Renaudin.
André Renaudin est un écrivain et journaliste français né le 27 octobre 1900 à Lons-le-Saunier et mort le 11 janvier 1997 à Rouen,.

## Biographie
André Renaudin effectue son service militaire au 5e régiment du génie à Versailles. Il entre en 1922 à La Dépêche de Rouen. Il fonde l'hebdomadaire Rouen Gazette en septembre 1924. De 1937 à 1947, il est secrétaire général du syndicat d'initiative de Rouen. Après la Libération, il est rédacteur en chef adjoint à Paris-Normandie et chroniqueur à Liberté-Dimanche.
Le 20 octobre 1945, il est blessé par l'explosion d'une mine à Varengeville-sur-Mer lors d'un reportage.
En 1948, il fonde le Comité normand de l'orgue. Il est admis à l'Académie de Rouen le 27 mai 1961.
Il est domicilié 22 rue Guillaume-le-Conquérant, 96 rue Jeanne-d'Arc et 101 boulevard de l'Yser à Rouen.

## Distinctions
- Officier d'académie (1936)[5].
- Chevalier de la Légion d'honneur (1951).

## Œuvres
- Oceanic bar, Paris, 1930.
- Borcher, l'ermite du gratte-ciel, Paris, 1931.
- Louis Fabulet: traducteur de Kipling : un précurseur de l'écologie en forêt de Roumare, C.R.D.P., 1980.
- Rouen-Charrettes, Rouen, 1983.